# Patricio Hales
Patricio Hales Dib (Santiago, 11 de septiembre de 1946) es un arquitecto y político chileno, militante del Partido por la Democracia (PPD), donde se ha desempeñado como secretario general, miembro de la Comisión Política, de la Directiva Nacional y del Consejo General. Desde 1998 hasta 2014 se desempeñó como diputado por las comunas de Recoleta e Independencia. Asimismo, fue embajador de Chile en Francia en el segundo gobierno de Michelle Bachelet. 

## Biografía
Hijo de Alejandro Hales Jamarne y de Adela Dib. Realizó sus estudios primarios y secundarios en el Colegio de los Sagrados Corazones de Manquehue y en la Escuela Militar del Libertador Bernardo O'Higgins. Una vez egresado, ingresó a la Facultad de Arquitectura de la Universidad de Chile, donde se tituló de arquitecto.

### Matrimonio e hijos
Casado con María de los Ángeles Swinburn Novoa. De su primer matrimonio tuvo dos hijos, Teresa Hales Gebrim y Antonio Hales Gebrim. 
Posteriormente se dedicó al diseño y construcción de viviendas sociales y edificios en altura para inmobiliarias y particulares. También fue profesor de Urbanismo en su alma mater, en la Universidad Academia de Humanismo Cristiano, y en la Escuela Nocturna de Obreros de la Construcción. Además es miembro del Consejo Consultivo para Políticas Urbanas y Suelo de la Pontificia Universidad Católica de Chile. Integró la Sociedad Chilena de Planificación y el Premio Bienal Santiago Una Ciudad Trizada. Además, ha sido columnista de prensa en temas de medio ambiente y ciudad.
Fue socio fundador de la Fundación Chile 21, junto al expresidente Ricardo Lagos. Se desempeña como director del Equipo Ciudad de la misma organización. Actualmente es Profesor de Políticas Públicas y Urbanismo del curso de Magíster de la Facultad de Arquitectura y Urbanismo de la U. de Chile desde 2014.

## Carrera política
Durante sus años universitarios, fue presidente del Centro de Alumnos de la Escuela de Arquitectura y secretario general de la Federación de Estudiantes de la Universidad de Chile (FECh).
En el ámbito político, participó en el Comité Central de las Juventudes Comunistas. Fue el primer vocero público del Partido Comunista mientras este se mantuvo en la ilegalidad durante el régimen militar del general Augusto Pinochet. También, fue miembro fundador del Movimiento Democrático Popular, coalición política que existió entre 1983 y 1987.
Desde la Universidad fue elegido dirigente en diversos cargos políticos. En 1973 era Secretario General de la Federación de Estudiantes de Chile hasta el día del “golpe”. En Dictadura permaneció en Chile luchando por la democracia. Fue el primer vocero público del Partido Comunista en la ilegalidad. Fue perseguido, encarcelado e incomunicado, detenido en diferentes ocasiones. Es el N.º 11.076 del “informe de Valech” como víctima de la tortura y de la prisión política en dictadura. Escribe ocasionalmente como columnista político y publicó un libro sobre el perdón y la memoria. En 2002 recibió del Ejército de Chile la medalla de Reservista Distinguido en la sociedad chilena, entregada por Comandante en Jefe en ceremonia militar pública.
Encabezó la disidencia al interior del Partido Comunista por su democratización, promoviendo su inscripción en los registros electorales para el plebiscito de 1988. Asimismo, fue columnista en diversas publicaciones de prensa alternativas a la dictadura.
En 1990, ingresó al Partido por la Democracia (PPD), donde ocupó el cargo de secretario general. Posteriormente, integró la Comisión Política, la Directiva Nacional y el Consejo General. Durante la campaña presidencial de Eduardo Frei Ruiz-Tagle en 1993, fue vicepresidente de los profesionales y posteriormente, y luego formó parte del comando de la campaña presidencial de Ricardo Lagos en 1999.

### Diputado
En diciembre de 1997, fue elegido diputado por el Distrito N.º 19 (comunas de Independencia y Recoleta), para el periodo legislativo 1998 a 2002. Durante su gestión, fue segundo vicepresidente de la Cámara de Diputados entre el 19 de octubre de 1999 hasta el 23 de marzo de 2000. Integró las comisiones permanentes de Economía, Fomento y Reconstrucción; y de Vivienda y Desarrollo Urbano.
En diciembre de 2001, obtuvo su reelección por el distrito N.º 19, para el período legislativo 2002 a 2006. Entre el 20 de noviembre de 2003 y el 13 de julio de 2004, asumió como segundo vicepresidente de la Cámara. Integró las comisiones permanentes de Obras Públicas, Transportes y Telecomunicaciones, Vivienda y Desarrollo Urbano, y la Comisión Especial sobre Seguridad Ciudadana.

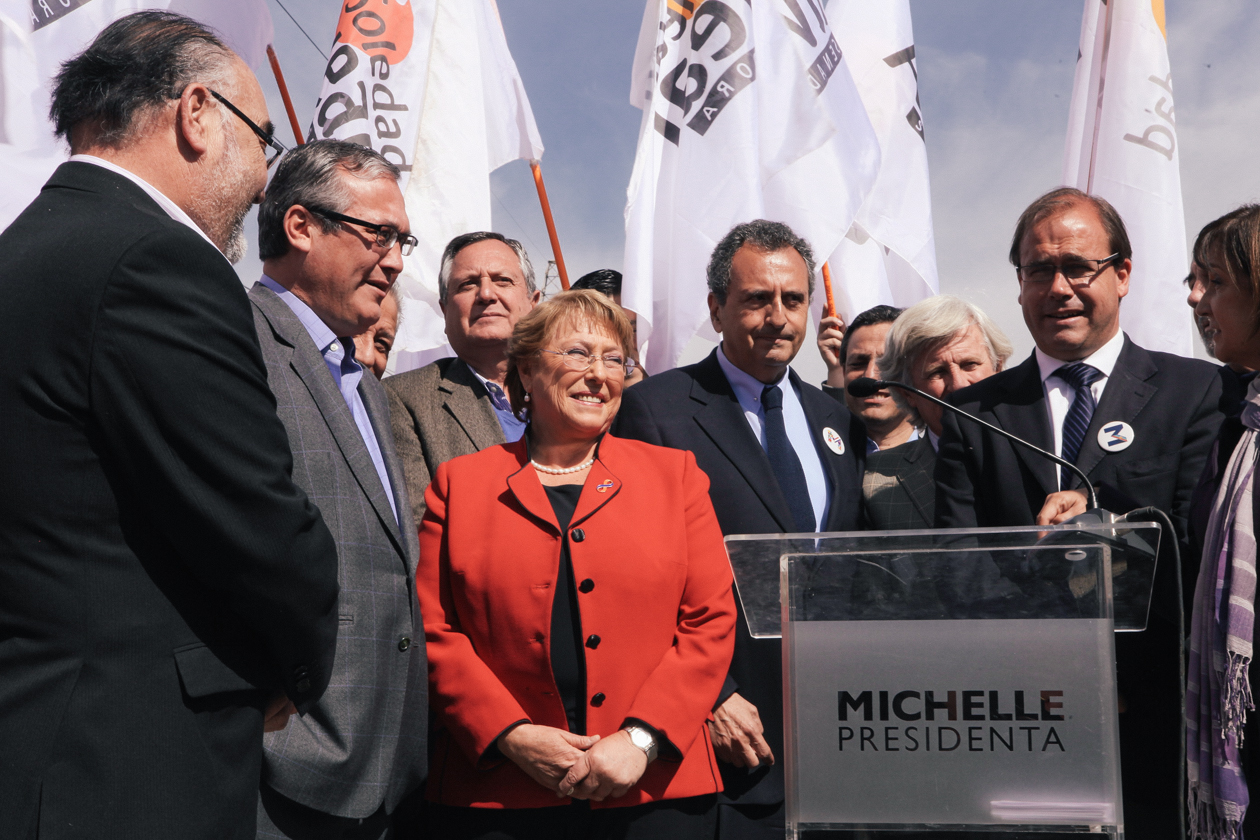
Hales (al centro) durante una actividad de campaña para las elecciones de 2013.

En diciembre de 2005, fue nuevamente electo diputado por el distrito N.º 19, para el periodo legislativo 2006 a 2010. Presidió la Comisión Permanente de Defensa Nacional; e integró las de Constitución, Legislación y Justicia; y Obras Públicas, Transportes y Telecomunicaciones. También, fue miembro de las comisiones especiales para el Control del Sistema de Inteligencia del Estado; y de Seguridad Ciudadana y Drogas. Además de presidir la Comisión Investigadora del Plan Transantiago.
En diciembre de 2009, obtuvo su cuarta reelección por el distrito N.º 19, para el periodo legislativo 2010 a 2014. Es integrante de las comisiones permanentes de Vivienda y Desarrollo Urbano; y de Defensa Nacional. Además de presidente del grupo interparlamentario chileno-jordano.
Para las elecciones parlamentarias de noviembre de 2013 decidió no presentarse a la reelección por un nuevo periodo, culminando su labor el 11 de marzo de 2014. Posteriormente en 2014, fue designado por el segundo gobierno de Michelle Bachelet como embajador de Chile en Francia, cargo que mantuvo hasta 2018.

## Controversias
En 2016, siendo embajador de Chile en Francia, fue acusado de abuso sexual y laboral por una de las trabajadoras de la embajada. Hoy está siendo investigado por los delitos de amenaza y abuso sexual, denuncia realizada por una exempleada de su hogar. Su testimonio que fue respaldado públicamente y con declaraciones policiales por familiares y cercanos al exembajador. La cancillería realizó un sumario interno, que estuvo en manos del entonces embajador de Chile en Noruega, José Miguel Cruz. Él formuló al menos tres cargos en contra de Hales: acoso laboral, definición de funciones poco claras y problemas con el sistema de horas extras. Sin embargo, fueron desestimadas las acusaciones de acoso sexual. Un año más tarde, una extrabajadora de la casa de Hales, presentó una denuncia en Fiscalía por abusos sexuales y amenazas, testimonio que fue respaldado públicamente y con declaraciones policiales por otras seis mujeres, entre ellas las dos hijastras del exembajador. El relato y entrevistas de las víctimas fue publicado el día 11 de noviembre en un reportaje realizado por Revista Sábado de El Mercurio (enlace roto disponible en Internet Archive; véase el historial, la primera versión y la última)..

## Historial electoral

### Elecciones parlamentarias de 1997
- Elecciones parlamentarias de 1997 a Diputado por el distrito 19 (Independencia y Recoleta)[2]

### Elecciones parlamentarias de 2001
- Elecciones parlamentarias de 2001 a Diputado por el distrito 19 (Independencia y Recoleta)[3]

### Elecciones parlamentarias de 2005
- Elecciones parlamentarias de 2005 a Diputado por el distrito 19 (Independencia y Recoleta)[4]

### Elecciones parlamentarias de 2009
- Elecciones parlamentarias de 2009 a Diputado por el distrito 19 (Independencia y Recoleta)[5]